# Pagurus brachiomastus
Pagurus brachiomastus is een tienpotigensoort uit de familie van de Paguridae. De wetenschappelijke naam van de soort is voor het eerst geldig gepubliceerd in 1892 door Thallwitz.